# المسيحية في نييوي

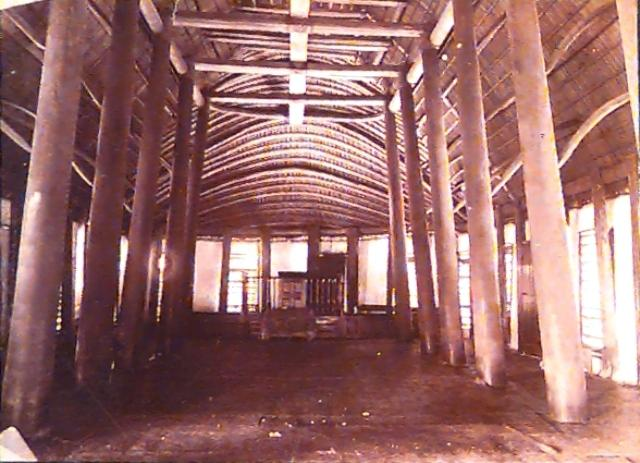
صورة تاريخيَّة من عام 1896 من داخل كنيسة تقليديَّة في مدينة الوفي.

تُشكل المسيحية في نييوي أكثر الديانات إنتشاراً بين السكان، وفقاً لتقديرات مركز بيو للأبحاث عام 2010 حوالي 96.5% من سكان نييوي من أتباع الديانة المسيحية، وينتمي حوالي 75% من سكان نييوي إلى الكنيسة الوطنيَّة الأبرشانيَّة البروتستانتية. وحوالي 15% هم السكان هم من المورمون وحوالي 7% من الكاثوليك. حوالي 2% من السكان هم من شهود يهوه، وهي ثاني أعلى نسبة لشهود يهوه في العالم (بعد جزيرة سانت هيلانة).
كنيسة نييوي الأبرشانية المسيحيّة هي أكبر طائفة مسيحية في نييوي، وهي كنيسة ذات تقاليد إصلاحية أبرشانيّة، وتضم حوالي 75% من سكان البلاد. ولدى الكنيسة حوالي 1,190 عضو متوزعين على ستة عشرة جماعة وعشرة منازل كنسية يخدمهم حوالي إثني عشر قسيس. كما أن لها وجودًا من بين حوالي 4,500 نييوي يعيشون في نيوزيلندا. تأسست الكنيسة الأبرشانية في نييوي من قبل المبشرين السامويين من جمعية لندن التبشيرية خلال عقد 1840 وعقد 1850. وتم بناء الكنائس تحت إشراف القس ويليام جورج لاز وشقيقه فرانك إي لاوس، والذين قاموا بتدريب المبشرين من نييوي. وبين عام 1910 وعام 1970 انتقل وضع الكنيسة من الاستقلال إلى ارتباط وثيق مع الكنائس الأبرشانيَّة في نيوزيلندا. وتضم نيوزيلندا حوالي 15,000 شخص من نييوي، ومعظمهم من الأبرشانيين، وأستقلت الكنيسة منذ عام 1966. المسيحيون في نييوي، يختنون ذكورهم في الغالب رغم أن شريعة الختان قد أسقطت في العهد الجديد أي أن مختلف الكنائس لا تلزم أتباعها بها، حيث أن غالبية مسيحيين نييوي الذكور مختونين.